# (6219) Demalia
(6219) Demalia es un asteroide perteneciente al cinturón de asteroides, región del sistema solar que se encuentra entre las órbitas de Marte y Júpiter, más concretamente a la familia de Herta descubierto el 8 de agosto de 1978 por Nikolái Stepánovich Chernyj desde el Observatorio Astrofísico de Crimea (República de Crimea).

## Designación y nombre
Designado provisionalmente como 1978 PX2. Fue nombrado Demalia en homenaje a Aleksandra Alekseevna Demenko, astrónoma ucraniana, miembro del personal del Observatorio Astronómico de la Universidad de Kiev, conocida por su investigación sobre cometas.

## Características orbitales
Demalia está situado a una distancia media del Sol de 2,394 ua, pudiendo alejarse hasta 2,868 ua y acercarse hasta 1,921 ua. Su excentricidad es 0,197 y la inclinación orbital 2,190 grados. Emplea 1353,76 días en completar una órbita alrededor del Sol.

## Características físicas
La magnitud absoluta de Demalia es 15. 